# Club Atlético Boca Juniors (voleibol masculino)
A equipe masculina de voleibol do   Club Atlético Boca Juniors ,  é  um time argentino de voleibol indoor da  cidade de Buenos Aires, que já disputou doze finais do Campeonato Argentino (Liga A1 Argentina) , foi semifinalista no Campeonato Sul-Americano de Clubes de 2014.

## Resultados obtidos nas principais competições

### Títulos conquistados
- Campeonato Sul-Americano de Clubes:2014[9]
- Campeonato Argentino(2 vezes): 1996-97 e 2011-12